# Blair White
Blair White (20 de fevereiro de 1987, Saginaw, Michigan) é um ex jogador de futebol americano que atuava como wide receiver na National Football League. 

## Indianapolis Colts
Depois de uma grande carreira na Michigan State University, White era considerado um dos top 20-30 wide receivers do Draft de 2010. Contudo, ele acabou não sendo draftado por nenhum time naquele ano, mas acabou assinando como un-drafted free agent com o Indianapolis Colts em 24 de abril de 2010. Em 16 de setembro de 2010, Blair recebeu seu primeiro passe para touchdown na NFL em um lançamento do quarterback Peyton Manning em um jogo contra o Denver Broncos. White terminou a temporada de 2010 com 36 recepções para 355 jardas e cinco touchdowns. Em 2011, Blair disputou apenas 7 partidas e não conseguiu uma única recepção, mas retornou 7 punts para 22 jardas. Em 13 de abril de 2012, ele foi dispensado dos Colts.